# Tau Bootis Ab
Tau Bootis Ab (τ Boo Ab), ou couramment Tau Bootis b (τ Boo b), est une planète extrasolaire (exoplanète) en orbite autour de l'étoile Tau Bootis A. Elle est située à environ 50 années-lumière de la Terre dans la constellation du Bouvier.
Elle est une des premières exoplanètes qui ont été découvertes et la première à avoir été découverte visuellement, ce qui lui a valu le surnom de « planète du millénaire ». La planète fut annoncée en 1996 par Geoffrey Marcy et Paul Butler en même temps que 55 Cancri b et Upsilon Andromedae b.
Selon les récentes observations, la planète Tau Bootis b possède une orbite inclinée de 44 degrés et sa masse est six fois supérieur à celle de la planète Jupiter. Cette planète, de type Jupiter chaud, possède une atmosphère contenant du monoxyde de carbone,.

## Découverte

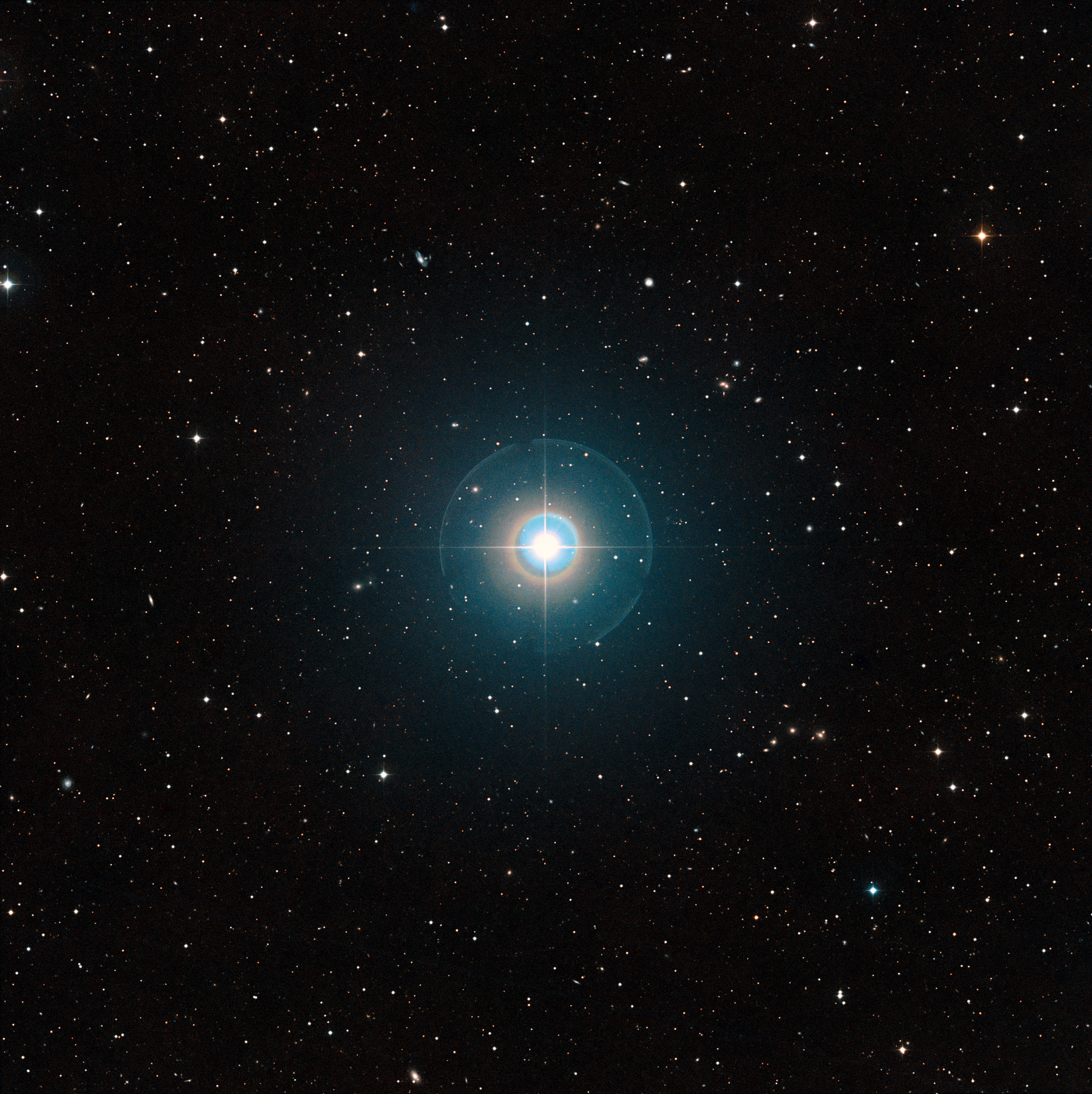
Champ large autour de Tau Bootis, l'étoile hôte de la planète Tau Bootis b.

Tau Bootis b a été découverte en 1996, ce qui en fait l'une des premières exoplanètes connues. Elle fut détectée en orbite autour de l'étoile Tau Bootis (HR 5185) par Paul Butler et Geoffrey Marcy (San Francisco Planet Search Project) en utilisant la méthode des vitesses radiales. L'étoile étant visuellement brillante et la planète étant massive, le signal induit en vitesse radiale sur l'étoile est très important, atteignant une amplitude de 469 ± 5 mètres par seconde, ce qui a été rapidement confirmé par Michel Mayor et Didier Queloz en utilisant des données collectées pendant 15 ans. La planète est ultérieurement confirmée, également par l'AFOE Planet Search Team.

## Caractéristiques

### Orbite et masse
Tau Bootis b est une planète relativement massive, avec une masse minimale supérieure à quatre fois celle de Jupiter. Elle orbite autour de son étoile à une distance très faible (« torch orbit » en anglais), inférieure au septième de celle séparant Mercure du Soleil. Une révolution orbitale ne prend ainsi que 3 jours et 7,5 heures. Étant donné que l'étoile τ Boo A est plus chaude et plus grande que le Soleil et que l'orbite de la planète est très resserrée, on pense que Tau Bootis b est chaude. En supposant que la planète est parfaitement grise, sans effet de serre ni effet de marée et avec un albédo de Bond de 0,1, la température est proche de 1600 kelvins. Bien qu'elle n'ait pas été détectée directement, il est certain que cette planète est une géante gazeuse et donc un Jupiter chaud.
Comme Tau Bootis b est plus massive que la plupart des Jupiter chauds connus, il avait initialement été avancé qu'il s'agissait d'une naine brune, une étoile « ratée », qui aurait pu perdre la majorité de son atmosphère à cause de la chaleur de son étoile compagne plus massive. Cependant, cela semble très peu probable. Néanmoins, un tel phénomène a effectivement été détecté pour la célèbre planète en transit HD 209458 b.
En décembre 1999, un groupe dirigé par Andrew Collier Cameron avait annoncé qu'il avait détecté la lumière réfléchie de la planète. Ils avaient calculé que l'orbite de la planète avait une inclinaison de 29° et que la vraie masse de la planète serait d'environ 8,5 fois celle de Jupiter. Ils ont également suggéré que la planète était de couleur bleue. Malheureusement, leurs observations ne purent pas être confirmées et il fut prouvé ultérieurement qu'elles n'étaient pas correctes.
Une meilleure estimation vint de l'hypothèse du verrouillage gravitationnel avec l'étoile, qui est inclinée de 40 degrés ; la masse de la planète serait alors 6 à 7 fois supérieure à celle de Jupiter. En 2007, la détection du champ magnétique confirma cette estimation.
En 2012, deux équipes réussirent indépendamment à isoler la vitesse radiale de la planète de celle de l'étoile en mesurant le décalage des raies spectrales du monoxyde de carbone de l'atmosphère planétaire. Cela permit de calculer l'inclinaison de l'orbite de la planète et d'en déduire la masse de la planète. Une équipe trouva une inclinaison de 44,5 ± 1,5 degrés et une masse de 5.95 ± 0.28 MJ alors que la seconde équipe trouva des valeurs de 47-6+7 degrés et 5,6 ± 0,7 MJ respectivement.

### Autres caractéristiques
La température élevée de la planète fait probablement enfler cette dernière à un rayon supérieur (1,2 fois) à celui de Jupiter. Aucune 
lumière réfléchie n'ayant été détectée, l'albédo de la planète doit être inférieur à 0,37,. Avec une température de 1 600 kelvins (environ 1 300 °C), on suppose que cette planète (comme HD 179949 b) est plus chaude que HD 209458 b (température précédemment évaluée à 1 392 K) et peut-être même que HD 149026 b (température prédite à 1 540 K d'après un albédo supérieur de 0,3 puis mesurée en réalité à 2 300 K). Dans la classification de Sudarsky, Tau Bootis b appartient certainement à la classe V, ce qui suppose un albédo élevé de 0,55.
La planète est un candidat à la « caractérisation infrarouge… avec le spectro-imageur du VLTI »,. Lors de mesures effectuées sur son atmosphère en 2011, « les nouvelles observations indiquaient une atmosphère dont la température diminue avec l'altitude. Ce résultat est l'exact opposé de l'inversion de température — une augmentation de la température avec l'altitude — trouvée pour d'autres planètes Jupiter chauds ». En 2014, une détection directe de vapeur d'eau dans l'atmosphère de la planète fut annoncée.